# Географія світового господарства
Географія світового господарства — галузь суспільної географії, що вивчає сукупність взаємодіючих національних господарств країн світу, господарську діяльність великих регіонів, регіональних об'єднань і союзів, транснаціональних корпорацій, їхній розвиток у ході міжнародного поділу праці.